# Quảng Yên (thị xã)
Quảng Yên là một thị xã ven biển nằm ở phía tây nam tỉnh Quảng Ninh, Việt Nam.

## Địa lý

### Vị trí địa lý

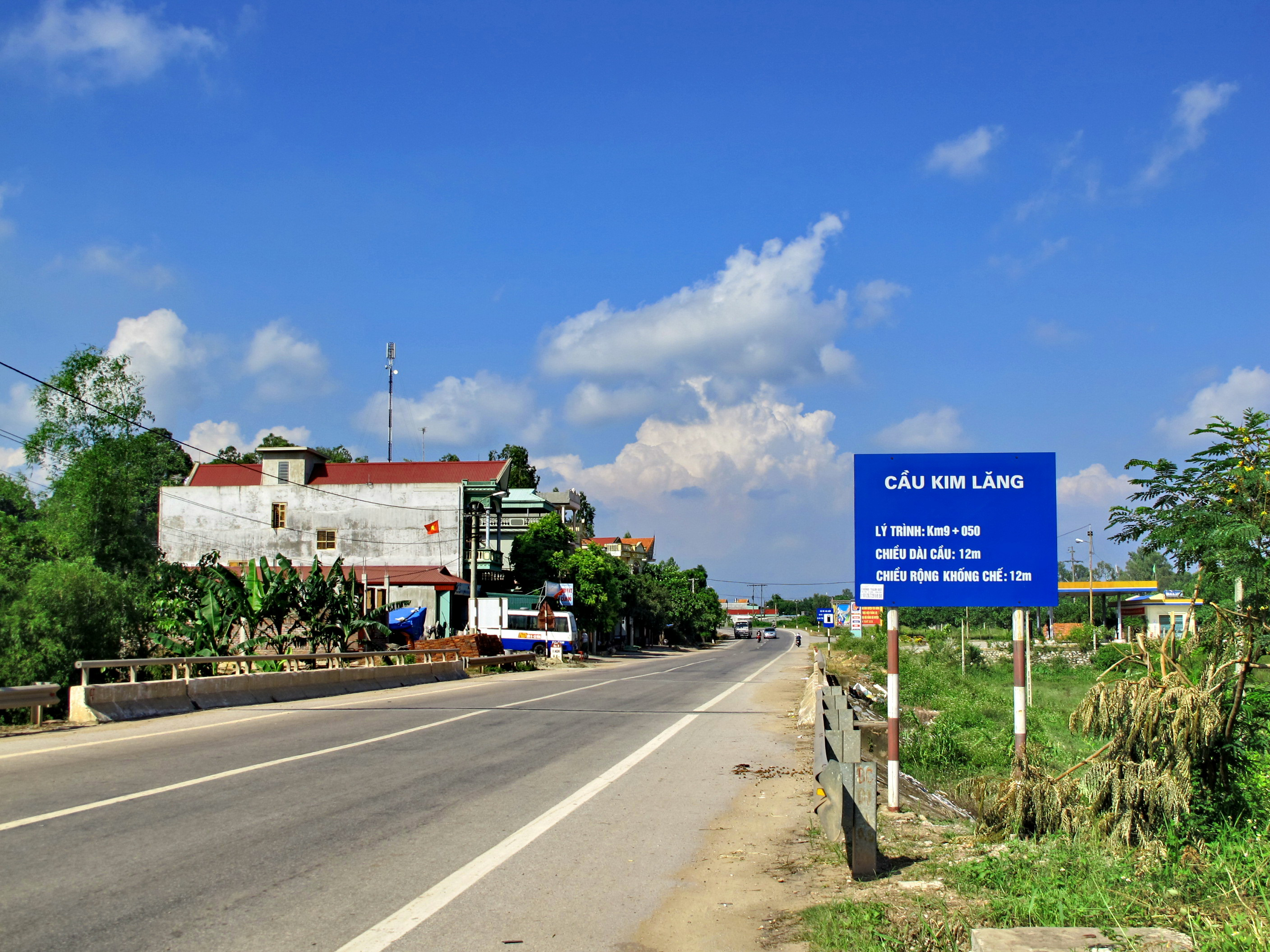
Đường phố tại thị xã Quảng Yên

Thị xã Quảng Yên nằm ở ven biển thuộc phía tây nam của tỉnh Quảng Ninh, có tọa độ địa lý 20o45'06 - 21o02'09 vĩ độ Bắc và 106o45'30 - 106o0'59 độ kinh Đông. Thị xã Quảng Yên nằm cách trung tâm thủ đô Hà Nội 125 km về phía Đông, cách thành phố Hạ Long 30 km về phía Tây Nam, cách thành phố Uông Bí 12 km về phía Đông Nam và cách trung tâm thành phố Hải Phòng khoảng 20 km về phía Đông.
Thị xã Quảng Yên có vị trí địa lý:
- Phía đông giáp vịnh Hạ Long[6]
- Phía tây giáp thành phố Uông Bí và thành phố Thủy Nguyên, thành phố Hải Phòng
- Phía nam giáp huyện Cát Hải và quận Hải An thuộc thành phố Hải Phòng
- Phía bắc giáp thành phố Hạ Long.

Đây là địa phương có Đường cao tốc Hải Phòng – Hạ Long – Vân Đồn – Móng Cái đi qua.

### Điều kiện tự nhiên
Thị xã Quảng Yên có đặc điểm địa hình và đất đai của một đồng bằng cửa sông ven biển, có tiềm năng lớn về phát triển nông nghiệp và nuôi trồng thủy sản. Đất đai tại Quảng Yên nhìn chung có thể chia thành 3 nhóm đất chính là đồng bằng, đồi núi và đất bãi bồi cửa sông. Trong đó, đất đồng bằng chiếm 44,% diện tích, gồm chủ yếu là đất phù sa cổ và đất phù sa cũ nằm trong đê. Vùng đồi núi chiếm 18,3% diện tích, phân bố ở khu vực phía Bắc, bao gồm chủ yếu là các loại đất feralit vàng đỏ trên đá macma axit và đất feralit nâu vàng, xám vàng trên các đá trầm tích phiến thạch, sa thạch, đá vôi. Đất bãi bồi cửa sông, ven biển gồm các loại đất mặn và đất cát chiếm 37,1% diện tích, phân bố ở các khu vực ven biển và cửa sông.
Quảng Yên có khí hậu đặc trưng của vùng ven biển miền Bắc Việt Nam, khí hậu nhiệt đới gió mùa có mùa đông lạnh. Thời tiết nơi đây phân hóa thành 2 mùa gồm mùa hè nóng ẩm và mưa nhiều, còn mùa đông lạnh và khô. Trong đó, Mùa hè thường bắt đầu từ tháng 5 đến tháng 10, Mùa đông kéo dài từ tháng 11 đến tháng 4 năm sau. Nhiệt độ trung bình hàng năm từ 23 đến 24 °C, Số giờ nắng trung bình 1700 - 1800 giờ /năm. Lượng mưa trung bình hàng năm gần 2000 mm, cao nhất có thể lên đến 2650 mm. Mùa mưa kéo dài từ tháng 5 đến tháng 10 tập trung 88% tổng lượng mưa cả năm, số ngày mưa trung bình hàng năm 160 - 170 ngày. Độ ẩm không khí hàng năm khá cao, trung bình 82%, cao nhất vào tháng 3, 4 lên tới 86%, và thấp nhất 70% vào tháng 10, tháng 11. Với những lợi thế về thời tiết, Khí hậu Quảng Yên rất thuận lợi cho sản xuất nông lâm ngư nghiệp và phát triển du lịch.

## Hành chính
Thị xã Quảng Yên có 19 đơn vị hành chính cấp xã, bao gồm 11 phường: Cộng Hòa, Đông Mai, Hà An, Minh Thành, Nam Hòa, Phong Cốc, Phong Hải, Quảng Yên, Tân An, Yên Giang, Yên Hải và 8 xã: Cẩm La, Hiệp Hòa, Hoàng Tân, Liên Hòa, Liên Vị, Sông Khoai, Tiền An, Tiền Phong.
| Tên         | Diện tích (km²) | Dân số (người) |
| ----------- | --------------- | -------------- |
| Phường (11) |                 |                |
| Cộng Hòa    | 7,66            | 6.611          |
| Đông Mai    | 16,83           | 6.582          |
| Hà An       | 27,11           | 8.297          |
| Minh Thành  | 33,3            | 11.604         |
| Nam Hòa     | 9,29            | 5.175          |
| Phong Cốc   | 13,32           | 6.043          |
| Phong Hải   | 6.03            | 7.961          |
| Quảng Yên   | 5,4             | 20.055         |
| Tân An      | 14,45           | 4.961          |
| Yên Giang   | 3,73            | 2.943          |

| Tên        | Diện tích (km²) | Dân số (người) |
| ---------- | --------------- | -------------- |
| Yên Hải    | 14,6            | 5.261          |
| Xã (8)     |                 |                |
| Cẩm La     | 4,2             | 4.276          |
| Hoàng Tân  | 67,5            | 3.109          |
| Hiệp Hòa   | 9,73            | 8.904          |
| Liên Hòa   | 35,89           | 7.969          |
| Liên Vị    | 32,58           | 8.676          |
| Sông Khoai | 18.39           | 11.098         |
| Tiền An    | 25,93           | 8.720          |
| Tiền Phong | 16,41           | 1.457          |

## Lịch sử
Năm 1147, vua Lý Anh Tông đã cho dựng hành dinh ở Yên Hưng để thực thi sứ mệnh thiêng liêng trấn giữ vùng cửa ngõ sông nước quan trọng bậc nhất của quốc gia Đại Việt.
Năm 1802, với sự ra đời của vương triều Nguyễn, vua Gia Long đặt ra trấn Yên Quảng bao lấy toàn miền Đông Bắc Tổ quốc và lấy Quảng Yên làm trấn lỵ. Sự kiện này khẳng định vị thế và tầm vóc của một vùng đất mà các triều đại và cư dân Quảng Yên xưa đã dày công tạo dựng.
Năm 1822, vua Minh Mệnh đổi tên trấn Yên Quảng thành trấn Quảng Yên và vẫn giữ trấn lỵ Quảng Yên tại đây.
Năm 1832, do yêu cầu cải cách hành chính, tỉnh Quảng Yên được thành lập; trấn lỵ Quảng Yên được đổi thành tỉnh lỵ Quảng Yên. Do vị trí đặc biệt quan trọng nên ở bất cứ thời kỳ nào khu vực tỉnh thành Quảng Yên vẫn luôn là trung tâm hành chính cấp tỉnh, là đô thị đứng đầu của toàn vùng Đông Bắc.
Năm 1955, tỉnh Quảng Yên được sáp nhập với đặc khu Hồng Gai thành khu Hồng Quảng.
Ngày 30 tháng 10 năm 1963, khu Hồng Quảng lại sáp nhập với tỉnh Hải Ninh thành tỉnh Quảng Ninh. Tỉnh lỵ tỉnh Quảng Ninh đặt tại thị xã Hồng Gai (nay là thành phố Hạ Long).
Ngày 2 tháng 7 năm 1964, Hội đồng Chính phủ ra Quyết định số 106-CP chuyển thị xã Quảng Yên thành thị trấn Quảng Yên thuộc huyện Yên Hưng.
Huyện Yên Hưng gồm có thị trấn Quảng Yên và 17 xã: Cẩm La, Cộng Hòa, Điền Công, Đông Mai, Hiệp Hòa, Hoàng Tân, Liên Hòa, Liên Vị, Minh Thành, Nam Hòa, Phong Cốc, Phong Hải, Phương Đông, Thượng Yên Công, Tiền An, Yên Giang, Yên Hải.
Ngày 26 tháng 9 năm 1966, Hội đồng Chính phủ ban hành Quyết định 184-CP về việc đặt 2 xã Phương Đông, Thượng Yên Công và thôn Chập Khê được sáp nhập về thị xã Uông Bí.
Ngày 11 tháng 6 năm 1971, chia xã Tiền An thành hai xã Tiền An và Hà An.
Ngày 6 tháng 3 năm 1984, chia xã Đông Mai thành hai xã Đông Mai và Sông Khoai.
Ngày 21 tháng 12 năm 1995, chia xã Tiền An thành hai xã Tiền An và Tân An.
Ngày 24 tháng 4 năm 1998, thành lập xã Tiền Phong trên cơ sở điều chỉnh 1.117,77 ha diện tích tự nhiên và 1.364 nhân khẩu của xã Liên Vị; điều chỉnh 523,23 ha diện tích tự nhiên của xã Liên Hòa.
Ngày 12 tháng 6 năm 2006, mở rộng thị trấn Quảng Yên trên cơ sở sáp nhập 126,0 ha diện tích tự nhiên và 1.725 nhân khẩu của xã Yên Giang; 397,6 ha diện tích tự nhiên và 3.442 nhân khẩu của xã Cộng Hòa; chuyển xã Điền Công về thị xã Uông Bí quản lý (nay xã Điền Công đã được sáp nhập vào phường Trưng Vương thuộc thành phố Uông Bí).
Cuối năm 2010, huyện Yên Hưng có 19 đơn vị hành chính gồm thị trấn Quảng Yên và 18 xã: Cẩm La, Cộng Hòa, Đông Mai, Hà An, Hiệp Hòa, Hoàng Tân, Liên Hòa, Liên Vị, Minh Thành, Nam Hòa, Phong Cốc, Phong Hải, Sông Khoai, Tân An, Tiền An, Tiền Phong, Yên Giang, Yên Hải.
Ngày 25 tháng 1 năm 2011, Bộ Xây dựng ban hành Quyết định số 108/QĐ-BXD công nhận thị trấn Quảng Yên là đô thị loại IV.
Ngày 25 tháng 11 năm 2011, Chính phủ Việt Nam ban hành Nghị quyết số 100/NQ-CP, thành lập thị xã Quảng Yên trên cơ sở toàn bộ diện tích tự nhiên và nhân khẩu của huyện Yên Hưng . Đồng thời, chuyển thị trấn Quảng Yên và 10 xã: Cộng Hòa, Đông Mai, Hà An, Minh Thành, Nam Hòa, Phong Cốc, Phong Hải, Tân An, Yên Giang, Yên Hải thành các phường có tên tương ứng.
Sau khi thành lập, thị xã Quảng Yên có 11 phường và 8 xã trực thuộc.
Ngày 14 tháng 7 năm 2020, Bộ Xây dựng ban hành Quyết định số 929/QĐ-BXD về việc công nhận thị xã Quảng Yên là đô thị loại III trực thuộc tỉnh Quảng Ninh.

## Giao thông
Có Quốc lộ 18, Đường cao tốc Hạ Long - Hải Phòng, đường sắt Yên Viên - Cái Lân đi qua.

## Kinh tế
Sản lượng nuôi trồng thủy sản đạt hơn 5.680 tấn, trong đó sản lượng tôm nuôi đạt hơn 2.300 tấn.
Tính đến hết tháng 10/2012, tổng thu ngân sách nhà nước trên địa bàn đạt trên 208 tỷ đồng.

## Du lịch
Quảng Yên được đánh giá là một vùng đất có nhiều tiềm năng để phát triển du lịch, bên cạnh cảnh quan thiên nhiên tươi đẹp, Quảng Yên còn sở hữu khá nhiều di tích, danh thắng và các lễ hội truyền thống đặc sắc. Hơn thế nữa, nơi đây còn lưu giữ được không gian yên tĩnh, thanh bình của một làng quê nông nghiệp thuần khiết. Tuy nhiên, du lịch Quảng Yên vẫn ở dạng tiềm năng, chưa trở thành điểm dừng chân của khách du lịch trong và ngoài nước... Địa bàn Thị xã Quảng Yên có khoảng hơn 200 di tích lịch sử văn hoá, trong đó có 1 di tích cấp quốc gia đặc biệt, 38 di tích quốc gia, 12 di tích cấp tỉnh.
Quảng Yên còn có khá nhiều các lễ hội, trong đó có 3 lễ hội lớn được tổ chức hàng năm, như Lễ hội Bạch Đằng, lễ hội Tiên Công, lễ hội Xuống đồng. Vào mùa xuân, ở Quảng Yên có khoảng 20 chùa làng mở hội, 30 từ đường tổ chức ngày ra cỗ họ với tính chất như một lễ hội của dòng họ... không chỉ là vùng đất gắn với các di tích lịch sử văn hoá, Quảng Yên còn được biết đến với nghề thủ công đan ngư cụ truyền thống, tập trung tại vùng quê Hưng Học, Nam Hoà với nhiều nghệ nhân sống bằng nghề...Một số di tích quan trọng như đình Phong Cốc, miếu Tiên Công, bãi cọc Bạch Đằng, đình Trung Bản...đã được xếp hạng quốc gia, đó là tiềm năng cho ngành du lịch của thị xã phát triển.

## Đường phố
| Danh sách các tuyến đường tại Quảng Yên | Danh sách các tuyến đường tại Quảng Yên                                    | Danh sách các tuyến đường tại Quảng Yên   | Danh sách các tuyến đường tại Quảng Yên   | Danh sách các tuyến đường tại Quảng Yên                                                                                               |
| Tên đường                               | Vị trí                                                                     | Dài (m)                                   | Rộng (m)                                  | Ý nghĩa tên gọi, thông tin thêm |
| --------------------------------------- | -------------------------------------------------------------------------- | ----------------------------------------- | ----------------------------------------- | --- |
| 27 Tháng 3                              | Từ đường cao tốc Hạ Long - Hải Phòng đến đường Tân Thành                   | 1723                                      | 5,5                                       | Ngày công bố Nghị định 94 (ký ngày 21/12/1995) của Chính phủ về việc chia tách xã Tiền An thành 2 xã Tiền An và Tân An                |
| An Hưng                                 | Từ phố Trần Nhật Duật đến Lô B khu đô thị                                  | 1133                                      | 5,5                                       | |
| An Lập                                  | Đoạn QL18A từ Ngã 3 Km11 đến hết địa phận Quảng Yên giáp Hạ Long           | 4570                                      | 18                                        | Tên 1 huyện thuộc châu Tĩnh An thời nhà Hồ. Thời Lê Mạt hình thành xã An Lập sau đổi thành xã Minh Thành (phường Minh Thành ngày nay) |
| Bạch Đằng                               | Từ Cầu Sông Chanh đến hết địa phận Quảng Yên giáp Uông Bí                  | 8760                                      | 11,5-16,5                                 | Tên con sông chảy qua thị xã |
| Cống Cảng                               | Từ phố Đông Hải đến Bến đò Hà An                                           | 1700                                      | 5,5                                       | Đường xuống bến cảng, nơi giao thương buôn bán của người dân Phong Hải                                                                |
| Cống Mương                              | Đường ven đê đoạn từ giáp địa phận xã Cẩm La đến giáp địa phận xã Liên Hòa | 2900                                      | 5,5                                       | Tên cống thoát nước lớn cho khu vực đảo Hà Nam                                                                                        |
| Cửa Khâu                                | Từ phố Trần Danh Tuyên đến Nhà văn hóa Khu 7                               | 710                                       | 3-4                                       | |
| Đại Thành                               | Từ đường Hồng Phong đến Đê Khu 14 phường Hà An                             | 3111                                      | 5                                         | Tên một trong 4 HTX vận tải, lập nên xã Hà An trước đây                                                                               |
| Đoàn Kết                                | Từ đường Yên Hưng đến Khu Trại Cau                                         | 1814                                      | 5                                         | Tên một hợp tác xã thuộc xã Cộng Hòa từ những năm 60 thế kỷ XX                                                                        |
| Đồng Tâm                                | Từ đường 27 Tháng 3 đến hết địa phận phường Tân An                         | 1100                                      | 5,5                                       | Tên ghi dấu sự đoàn kết, đồng lòng của người dân khu Đồng Mát khi xưa đã góp công của xây dựng tuyến đường này                        |
| Hoàng Hoa Thám                          | Từ đường Trần Hưng Đạo đến Nghĩa trang Chùa Bằng                           | 1720                                      | 6,5                                       | |
| Hồng Phong                              | Từ Cổng chào Hà An đến Bến đò Hà An                                        | 2618                                      | 7,5                                       | Tên một trong 4 HTX vận tải, lập nên xã Hà An trước đây                                                                               |
| Lê Hoàn                                 | Từ đường Ngô Quyền đến Đê Sông Chanh                                       | 1450                                      | 5,5                                       | |
| Lê Lợi                                  | Từ Ngã 4 Quảng Yên đến Ngã 4 Cầu Sông Chanh                                | 570                                       | 9                                         | |
| Mạc Đăng Dung                           | Đoạn QL18A từ đầu địa phận Quảng Yên giáp Uông Bí đến Ngã 3 Km11 QL18A     | 3010                                      | 18                                        | Vị vua đầu tiên của nhà Mạc, ông đã chỉ đạo đào kênh từ Đông Mai ra kênh Táo đổ ra Vịnh Hạ Long                                       |
| Mai Hòa                                 | Từ đường Yên Hưng đến đường Bạch Đằng                                      | 5000                                      | 6                                         | Tuyến đường đi qua khu Mai Hòa phường Đông Mai                                                                                        |
| Ngô Quyền                               | Từ Ban chỉ huy Quân sự đến Bến Chanh                                       | 880                                       | 5,5                                       | |
| Nguyễn Bình                             | Từ Vườn hoa chéo đến Cầu Kim Lăng                                          | 1540                                      | 11                                        | |
| Nguyễn Công Bao                         | Từ phố Kim Liên đến phố Thành Công                                         | 3240                                      | 6                                         | Anh hùng lực lượng vũ trang nhân dân, quê ở xã Cẩm La                                                                                 |
| Nguyễn Văn Thuần                        | Từ đường Yên Hưng đến đường Quỳnh Lâu                                      | 3500                                      | 5                                         | Anh hùng lực lượng vũ trang nhân dân, quê ở phường Cộng Hòa                                                                           |
| Phong Hải                               | Từ đầu địa phận phường Hà An đến Đê Biển (dọc theo tuyến kênh N17)         | 2124                                      | 5                                         | Tên một trong 4 HTX vận tải, lập nên xã Hà An trước đây                                                                               |
| Phong Lưu                               | Từ phố Hoài Đức đến thôn Vị Khê                                            | 2380                                      | 6                                         | Tên xã Phong Lưu cũ, sau tách thành 4 xã: Phong Cốc, Cẩm La, Yên Đông và Trung Bản                                                    |
| Quỳnh Lâu                               | Từ đường Yên Hưng đến đường Văn Miếu                                       | 1980                                      | 5,2                                       | Tên cũ của phường Cộng Hòa, tuyến đường đi qua Đình Quỳnh Lâu                                                                         |
| Tân Thành                               | Từ phố Thống Nhất đến đường Vũ Tướng                                       | 3921                                      | 9                                         | Ghép tên 2 phường Tân An và Minh Thành                                                                                                |
| Thác Mơ                                 | Từ đường Mạc Đăng Dung đến Khu du lịch sinh thái Thác Mơ                   | 1870                                      | 7,5                                       | Thác được hình thành từ suối Mơ nằm trên địa phận phường Đông Mai                                                                     |
| Trần Hưng Đạo                           | Từ Khu tập thể Hải Quân Lữ 147 đến đường Trần Nhân Tông                    | 1700                                      | 5,5                                       | |
| Trần Khánh Dư                           | Từ Ngã 4 Quảng Yên đến Vườn hoa chéo                                       | 830                                       | 9                                         | |
| Trần Nhân Tông                          | Từ Ngã 4 Cầu Sông Chanh đến Bến Rừng                                       | 1190                                      | 11                                        | |
| Vạn Triều                               | Từ đường An Lập đến đường An Lập (gần đường sắt)                           | 3350                                      | 12                                        | Vạn con sông, vạn ngọn núi đổ về sông Yên Lập tạo nên vùng đất trù phú Minh Thành ngày nay                                            |
| Văn Miếu                                | Từ đường Hoàng Hoa Thám đến đường Quỳnh Lâu                                | 1270                                      | 3,5                                       | |
| Vận Hưng                                | Từ đường Vận tải Bạch Đằng đến Đê Khu 7, 8 phường Cộng Hòa                 | 2428                                      | 6                                         | Tên của HTX Vận Hưng |
| Vận tải Bạch Đằng                       | Từ Trường Mầm non Hà An đến Đê Khu 9 phường Hà An                          | 2056                                      | 7,5                                       | Tên một trong 4 HTX vận tải, lập nên xã Hà An trước đây                                                                               |
| Vũ Tướng                                | Từ đường An Lập đến đường Yên Hưng                                         | 4980                                      | 6,5                                       | Tên ngọn núi có căn cứ cách mạng đầu tiên của Chi bộ Minh Thành tại Chùa Hang                                                         |
| Yên Hưng                                | Từ Cầu Kim Lăng đến Ngã 3 Km11 QL18A                                       | 8710                                      | 11,5                                      | Tên cũ của thị xã Quảng Yên |
| Tổng số đường đã đặt tên: 34            | Tổng số đường đã đặt tên: 34                                               | Tổng chiều dài các đường đã biết: 89838 m | Tổng chiều dài các đường đã biết: 89838 m | Tổng chiều dài các đường đã biết: 89838 m                                                                                             |

| Danh sách các tuyến phố tại Quảng Yên | Danh sách các tuyến phố tại Quảng Yên | Danh sách các tuyến phố tại Quảng Yên                     | Danh sách các tuyến phố tại Quảng Yên   | Danh sách các tuyến phố tại Quảng Yên   | Danh sách các tuyến phố tại Quảng Yên                                                                   |
| Phường                                | Tên phố                               | Vị trí                                                    | Dài (m)                                 | Rộng (m)                                | Ý nghĩa tên gọi, thông tin thêm                                                                         |
| ------------------------------------- | ------------------------------------- | --------------------------------------------------------- | --------------------------------------- | --------------------------------------- | --- |
| Đông Mai                              | Biểu Nghi                             | Từ phố Nghi Tân đến đường Yên Hưng                        | 1100                                    | 5,5                                     | Tên của một khu phố trong phường                                                                        |
| Đông Mai                              | Nghi Tân                              | Từ đường Mạc Đăng Dung đến đường Yên Hưng                 | 780                                     | 11,5                                    | Tên ghép của 2 địa danh Biểu Nghi và Tân Mai                                                            |
| Hà An                                 | 12 Tháng 9                            | Từ đường Vận tải Bạch Đằng đến Khu 3 phường Hà An         | 630                                     | 5                                       | Ngày công bố Quyết định 214 (ký ngày 11/06/1971) của Thủ tướng về việc thành lập xã Hà An               |
| Hà An                                 | Chu Văn An                            | Từ đường Vận tải Bạch Đằng đến phố 12 Tháng 9             | 430                                     | 5                                       | |
| Hà An                                 | Hồng Hà                               | Từ đường Đại Thành đến giáp địa phận xã Tiền An           | 450                                     | 5                                       | Tên HTX vận tải thành lập vào tháng 6/1960                                                              |
| Hà An                                 | Nam Phong                             | Từ đường Vận Hưng đến đường Phong Hải                     | 583                                     | 5                                       | Tên HTX vận tải thành lập vào tháng 6/1960                                                              |
| Nam Hòa                               | Cầu Chanh                             | Từ Cầu Sông Chanh đến phố Đồng Cốc                        | 700                                     | 7,5                                     | Tên cây cầu bắc qua sông Chanh                                                                          |
| Nam Hòa                               | Đồng Cốc                              | Từ phố Cầu Chanh đến Di tích Bãi cọc đồng Vạn Muối        | 1640                                    | 6,5                                     | Tên gọi quen thuộc đi sâu vào tiềm thức nhân dân                                                        |
| Nam Hòa                               | Hưng Học                              | Từ phố Phú Xuân đến phố Hải Yến                           | 500                                     | 7,5                                     | Tên của làng Hưng Học                                                                                   |
| Nam Hòa                               | Phú Xuân                              | Từ phố Đồng Cốc đến phố Hưng Học                          | 1500                                    | 7,5                                     | Phố đi qua khu Phú Xuân                                                                                 |
| Nam Hòa                               | Thành Công                            | Từ phố Cầu Chanh đến đường Nguyễn Công Bao                | 1050                                    | 6                                       | Tên HTX trên địa bàn phường                                                                             |
| Phong Cốc                             | Cung Đường                            | Từ đường Nguyễn Công Bao đến phố Miếu Thượng              | 320                                     | 5                                       | |
| Phong Cốc                             | Hoài Đức                              | Từ phố An Đông đến Cầu Miếu                               | 440                                     | 8                                       | Tên Phủ Hoài Đức, thành Thằng Long xưa, quê của các cụ Tiên Công đầu tiên về khai ấp đảo Hà Nam         |
| Phong Cốc                             | Kim Liên                              | Từ Cầu Miếu đến đường Nguyễn Công Bao                     | 500                                     | 8                                       | Tên phường tại quận Đống Đa, Hà Nội ngày nay mà khi xưa là thôn Đầm Sét, phủ Hoài Đức, thành Thăng Long |
| Phong Cốc                             | Miếu Thượng                           | Từ phố Kim Liên đến Nghĩa trang liệt sỹ Hà Nam            | 710                                     | 5                                       | Tên ghép từ xóm Miếu và xóm Thượng                                                                      |
| Phong Cốc                             | Phong Yên                             | Từ phố Miếu Thượng đến giáp địa phận phường Yên Hải       | 120                                     | 5                                       | Tên ghép từ 2 phường Phong Cốc và Yên Hải                                                               |
| Phong Hải                             | Cầu Ván                               | Từ phố Đông Hải đến đường Cống Mương                      | 1200                                    | 5,5                                     | Tên cây cầu được làm từ ván gỗ tại khu vực Cống Mương của phường                                        |
| Phong Hải                             | Đông Hải                              | Từ Cầu Cốc đến giáp địa phận xã Liên Hòa                  | 1270                                    | 7,5                                     | Tên có nghĩa là phía đông của phường Phong Hải                                                          |
| Phong Hải                             | Nam Hải                               | Từ phố Trung Hải đến Khu 3 phường Phong Hải               | 950                                     | 5                                       | Tên có nghĩa là phía nam của phường Phong Hải                                                           |
| Phong Hải                             | Trung Hải                             | Từ phố Kim Liên đến Cầu Cốc                               | 850                                     | 7,5                                     | Tên có nghĩa là trung tâm của phường Phong Hải                                                          |
| Quảng Yên                             | Dã Tượng                              | Từ đường Lê Lợi đến Sông Chanh                            | 370                                     | 5,5                                     | |
| Quảng Yên                             | Đinh Tiên Hoàng                       | Từ đường Ngô Quyền đến phố Nguyễn Du                      | 560                                     | 5                                       | |
| Quảng Yên                             | Hồ Xuân Hương                         | Từ đường An Hưng đến đường Lê Lợi                         | 180                                     | 5,5                                     | |
| Quảng Yên                             | Lê Quý Đôn                            | Từ Cổng Sư đoàn 395 đến đường Cửa Khâu                    | 520                                     | 4-6                                     | |
| Quảng Yên                             | Minh Hà                               | Từ đường Lê Hoàn đến Bến phà Chanh                        | 350                                     | 5,5                                     | |
| Quảng Yên                             | Nguyễn Du                             | Từ phố Đinh Tiên Hoàng đến Chợ Rừng                       | 360                                     | 5,5                                     | |
| Quảng Yên                             | Nguyễn Thái Học                       | Từ đường Ngô Quyền đến Trung tâm Hướng nghiệp và dạy nghề | 480                                     | 5                                       | |
| Quảng Yên                             | Phạm Ngũ Lão                          | Từ Ngã 4 Quảng Yên đến đường Trần Khánh Dư                | 510                                     | 5,5                                     | |
| Quảng Yên                             | Quang Trung                           | Từ đường Trần Hưng Đạo đến phố Dã Tượng                   | 900                                     | 6,5                                     | |
| Quảng Yên                             | Tiền Môn                              | Từ phố Yết Kiêu đến phố Yết Kiêu                          | 560                                     | 5,5                                     | |
| Quảng Yên                             | Trần Danh Tuyên                       | Từ đường Nguyễn Bình đến Kênh Nổi                         | 540                                     | 3-4                                     | |
| Quảng Yên                             | Trần Nhật Duật                        | Từ phố Nguyễn Thái Học đến đường Lê Lợi                   | 250                                     | 5,5                                     | |
| Quảng Yên                             | Trần Quang Khải                       | Từ đường Ngô Quyền đến phố Trần Nhật Duật                 | 120                                     | 5                                       | |
| Quảng Yên                             | Trần Quốc Toản                        | Từ đường An Hưng đến đường Lê Lợi                         | 180                                     | 5,5                                     | |
| Quảng Yên                             | Yết Kiêu                              | Từ phố Phạm Ngũ Lão đến đường Ngô Quyền                   | 550                                     | 4                                       | |
| Tân An                                | Bùi Xá                                | Từ giáp xã Tiền An đến phố Thống Nhất                     | 1065                                    | 9                                       | Tên 1 thôn thuộc xã Tiền An                                                                             |
| Tân An                                | Thống Nhất                            | Từ phố Bùi Xá đến Cống 4 cửa                              | 1535                                    | 9                                       | Phố đi qua 3 khu Thống Nhất I, II, III phường Tân An                                                    |
| Yên Giang                             | Vua Bà                                | Từ đường Trần Hưng Đạo đến đường Trần Nhân Tông           | 300                                     | 5                                       | |
| Yên Hải                               | An Đông                               | Từ phố Hải Yến đến phố Hoài Đức                           | 1006                                    | 6,5                                     | Tên làng cổ                                                                                             |
| Yên Hải                               | Đông Tiến                             | Từ phố An Đông đến Khu 4 phường Phong Cốc                 | 660                                     | 5                                       | Tên HTX thành lập năm 1962                                                                              |
| Yên Hải                               | Hải Nam                               | Từ phố Hải Yến đến Khu 1 phường Yên Hải                   | 450                                     | 5                                       | Ghép từ chữ Hải trong tên làng Hải Yến và chữ Nam của xóm Nam                                           |
| Yên Hải                               | Hải Yến                               | Từ phố Hưng Học đến phố An Đông                           | 1000                                    | 6,5                                     | Tên làng cổ, phố đi qua Đình Hải Yến                                                                    |
| Yên Hải                               | Nhà Mạc                               | Từ phố An Đông đến Đê Hà Nam                              | 1120                                    | 5,5                                     | Tên của Đầm Nhà Mạc                                                                                     |
| Yên Hải                               | Thành Tiến                            | Từ phố An Đông đến Khu 3 phường Phong Cốc                 | 545                                     | 5                                       | Tên HTX thành lập năm 1962                                                                              |
| Yên Hải                               | Thượng Hải                            | Từ phố Hải Yến đến Sông Long Bãi Cát                      | 425                                     | 5                                       | Tên HTX thành lập năm 1962                                                                              |
| Tổng số phố đã đặt tên: 45            | Tổng số phố đã đặt tên: 45            | Tổng số phố đã đặt tên: 45                                | Tổng chiều dài các phố đã biết: 30259 m | Tổng chiều dài các phố đã biết: 30259 m | Tổng chiều dài các phố đã biết: 30259 m                                                                 |

## Làng nghề
Các làng nghề, ngành nghề tại thị xã như:
- Đóng tàu thuyền gỗ Nam Hòa
- Đan ngư cụ Hưng Học
- Làm bánh gio
- Bán thủy sản Tân An
- Nuôi trồng thủy sản Hà An
- Đóng và bảo dưỡng tàu thuyền Hà An
- Một số ít đóng tàu thuyền Cẩm La, Liên Hòa
- Làm bún ở Hiệp Hòa
- Đóng tàu thuyền gỗ Cống Mương
- Đánh bắt, nuôi trồng thủy hải sản, vật liệu, trồng rau...